# Eldorado (película de 1921)
Eldorado es una película franco-española que narra la atormentada vida de una bailarina española dedicada en vida y alma por el cuidado y bien de su hijo que está enfermo, en secreto es la amante de un pintor del norte de Europa que al mismo tiempo está prometido a una millonaria española.
Después de haber sido víctima de una violación decide suicidarse pero antes entrega a su hijo a la pareja a sabiendas de que iba a tener futuro con ellos.
Algunas escenas fueron rodadas en Granada y Sevilla.